# Izomorfizm Curry’ego-Howarda
Izomorfizm Curry’ego-Howarda – określenie odpowiedniości pomiędzy termami rachunku lambda z typami a dowodami logiki intuicjonistycznej. Odpowiedniość ta pozwala na wyrażanie dowodów twierdzeń jako funkcji, co stało się podstawą dla licznych systemów dowodzenia twierdzeń opartych na logice intuicjonistycznej, takich, jak np. Coq.